# Bárbara Sarasola-Day
Bárbara Sarasola Day (Salta, 2 d'agost de 1976) és una cineasta argentina, reconeguda per dirigir els llargmetratges Deshora (2014) i Sangre blanca (2018).

## Carrera
Sarasola va néixer a Salta en 1976. En la seva joventut es va establir a Buenos Aires per a iniciar estudis de comunicació. L'any 2000 es va vincular a la indústria cinematogràfica, inicialment exercint-se com a assistent de direcció i de producció. El 2004 va dirigir el seu primer curtmetratge, titulat Exodia, seguit d' El canal un any després.
Després d'oficiar com a assistent de direcció o producció en algunes obres cinematogràfiques, va debutar en 2014 amb la seva òpera preval, el llargmetratge Deshora, coproduït entre Colòmbia, Noruega i l'Argentina. El film, protagonitzat per Luis Ziembrowski, Alejandro Buitrago i María Ucedo, va ser exhibit en importants festivals a nivell mundial i va guanyar premis a Colòmbia, el Brasil, l'Argentina, Espanya i Noruega. El 2018 va dirigir el seu segon llargmetratge, Sangre blanca, exhibit al Festival Internacional de Cinema de Canes i protagonitzat per Eva de Dominici i Alejandro Awada.

## Filmografia

### Com a directora
- 2004, Exodia
- 2005, El canal
- 2014, Deshora
- 2018, Sangre blanca

### Com a assistent de direcció i/o producció
- 2003, Extraño
- 2003, Sinon j'Etouffe
- 2005, Derecho de familia
- 2006, Mientras tanto
- 2007, Tres corazones
- 2008, Motivos para no enamorarse
- 2012, La belleza